# Winnipeg mon amour
Pour plus de détails, voir Fiche technique et Distribution.
Winnipeg mon amour (titre original : My Winnipeg) est un film canadien anglophone réalisé par Guy Maddin, sorti en 2007.
Prenant la forme d'un faux documentaire en noir et blanc, ce film expérimental aux accents surréalistes traite de la ville dont le réalisateur est originaire : Winnipeg. Mélangeant légende, histoire, et critique mordante de la manière dont la ville traite son passé architectural, avec des visions oniriques et des sujets plus personnels, le film explore les questions liées à l'attachement local, aboutissant à la raison pour laquelle Maddin continue de vivre dans la ville qui l'a vu naître.
Ce film clôt une trilogie à portée autobiographique que Maddin appelle sa Me Trilogy, débutée avec Et les lâches s'agenouillent... en 2003 et Des trous dans la tête en 2006.

## Distribution
- Guy Maddin : le narrateur
- Ann Savage : la mère de Guy Maddin
- Louis Negin (en) : Francis Evans Cornish (en), premier maire de Winnipeg
- Amy Stewart : Janet Maddin
- Darcy Fehr (en) : Guy Maddin
- Brendan Cade : Cameron Maddin
- Wesley Cade : Ross Maddin
- Lou Profeta : lui-même
- Fred Dunsmore (en) : lui-même
- Kate Yacula : Citizen Girl
- Jacelyn Lobay : Gweneth Lloyd (en), cofondatrice du Royal Winnipeg Ballet
- Eric Nipp : Viscount Gort
- Jennifer Palichuk : Althea Cornish

## Récompenses et distinctions

### Classements
Roger Ebert a classé le film 10e de ses 10 films préférés pour la décennie 2000–2009.
De plus, le film a été classé parmi les 10 meilleurs de l'année 2008 par plusieurs autres critiques :
- 2e par James Naremore, dans Film Quarterly[4]
- 3e par Richard Corliss, dans Time Magazine[5]
- 4e par Marc Savlov, dans The Austin Chronicle[6]
- 6e par Marjorie Baumgarten, dans The Austin Chronicle[6]
- 7e par Liam Lacey, dans The Globe and Mail[7]
- 10e par Noel Murray, dans The A.V. Club[8]
- sans ordre particulier par Rick Groen, dans The Globe and Mail[9]

### Récompenses
- 2007 : Toronto International Film Festival dans la catégorie « Meilleur long-métrage canadien »
- 2008 : San Francisco Film Critics Circle Award dans la catégorie « Meilleur documentaire »
- 2008 : Toronto Film Critics Association Award dans la catégorie « Meilleur film canadien »
- 2009 : International Urban Film Festival de Téhéran dans la catégorie « Meilleur documentaire expérimental »[10]
- 2009 : Chlotrudis Award dans la catégorie « Meilleur réalisateur » (ex-aequo avec Mike Leigh pour Be Happy)

### Nominations
- 2009 : Online Film Critics Society Award dans la catégorie « Meilleur documentaire »
- 2009 : Prix Génie dans la catégorie « Meilleur documentaire »
- 2009 : Chlotrudis Award dans les catégories :
  - « Meilleur film »
  - « Meilleure actrice dans un second rôle » pour Ann Savage
  - « Meilleur scénario original »
  - « Meilleure photographie »
  - « Meilleur film documentaire »